# Swampsong
Swampsong je treći studijski album finskog melodičnog death metal sastava Kalmah. Album je 23. svibnja 2003. godine objavila diskografska kuća Spikefarm Records.

## Popis pjesama
Tekstovi: Pekka Kokko. 
| 1.    | »Heroes to Us«           | Antti Kokko                      | 5:10 |
| 2.    | »Burbot's Revenge«       | A. Kokko                         | 4:23 |
| 3.    | »Cloned Insanity«        | P. Kokko, A. Kokko, Pasi Hiltula | 4:11 |
| 4.    | »The Third, the Magical« | Hiltula, A. Kokko, P. Kokko      | 5:26 |
| 5.    | »Bird of Ill Omen«       | A. Kokko                         | 4:49 |
| 6.    | »Doubtful About It All«  | A. Kokko                         | 4:45 |
| 7.    | »Tordah«                 | A. Kokko, Hiltula, Timo Lehtinen | 4:03 |
| 8.    | »Man with Mystery«       | P. Kokko                         | 4:48 |
| 9.    | »Moon of My Nights«      | A. Kokko, P. Kokko               | 6:12 |
| 43:47 |                          |                                  |      |

| 10. | »Suodeth« | P. Kokko, A. Kokko | A. Kokko, P. Kokko | 4:43 |

## Zasluge
| Kalmah - Pekka Kokko – vokali, gitara - Antti Kokko – gitara - Pasi Hiltula – klavijature - Timo Lehtinen – bas-gitara - Janne Kusmin – bubnjevi | Ostalo osoblje - Mikko Karmila – miksanje - Mika Jussila – mastering - Ahti Kortelainen – snimanje - Juha V. – ilustracija - Mika Vuoto – fotografija |